# Mirande (quận)
Quận Mirande là một quận của Pháp, nằm ở tỉnh Gers, trong vùng Occitanie. Quận này có 8 tổng và 150 xã.

## Các đơn vị hành chính

### Các tổng
Các tổng của quận Mirande là: 
1. Aignan
2. Marciac
3. Masseube
4. Miélan
5. Mirande
6. Montesquiou
7. Plaisance
8. Riscle

### Các xã
Các xã của quận Mirande, và mã INSEE là: 
| 1. Aignan (32001)                  | 2. Arblade-le-Bas (32004)            | 3. Armentieux (32008)            | 4. Armous-et-Cau (32009)           |
| 5. Arrouède (32010)                | 6. Aujan-Mournède (32015)            | 7. Aurensan (32017)              | 8. Aussos (32468)                  |
| 9. Aux-Aussat (32020)              | 10. Avéron-Bergelle (32022)          | 11. Barcelonne-du-Gers (32027)   | 12. Barcugnan (32028)              |
| 13. Bars (32030)                   | 14. Bassoues (32032)                 | 15. Bazugues (32034)             | 16. Beaumarchés (32036)            |
| 17. Beccas (32039)                 | 18. Bellegarde (32041)               | 19. Belloc-Saint-Clamens (32042) | 20. Berdoues (32045)               |
| 21. Bernède (32046)                | 22. Betplan (32050)                  | 23. Blousson-Sérian (32058)      | 24. Bouzon-Gellenave (32063)       |
| 25. Bézues-Bajon (32053)           | 26. Cabas-Loumassès (32067)          | 27. Cahuzac-sur-Adour (32070)    | 28. Cannet (32074)                 |
| 29. Castelnau-d'Anglès (32077)     | 30. Castelnavet (32081)              | 31. Castex (32086)               | 32. Caumont (32093)                |
| 33. Cazaux-Villecomtal (32099)     | 34. Chélan (32103)                   | 35. Clermont-Pouyguillès (32104) | 36. Corneillan (32108)             |
| 37. Couloumé-Mondebat (32109)      | 38. Courties (32111)                 | 39. Cuélas (32114)               | 40. Duffort (32116)                |
| 41. Esclassan-Labastide (32122)    | 42. Estampes (32126)                 | 43. Estipouy (32128)             | 44. Fustérouau (32135)             |
| 45. Galiax (32136)                 | 46. Gazax-et-Baccarisse (32144)      | 47. Goux (32151)                 | 48. Gée-Rivière (32145)            |
| 49. Haget (32152)                  | 50. Idrac-Respaillès (32156)         | 51. Izotges (32161)              | 52. Juillac (32164)                |
| 53. Jû-Belloc (32163)              | 54. L'Isle-de-Noé (32159)            | 55. Laas (32167)                 | 56. Labarthète (32170)             |
| 57. Labéjan (32172)                | 58. Ladevèze-Rivière (32174)         | 59. Ladevèze-Ville (32175)       | 60. Lagarde-Hachan (32177)         |
| 61. Laguian-Mazous (32181)         | 62. Lalanne-Arqué (32185)            | 63. Lamazère (32187)             | 64. Lannux (32192)                 |
| 65. Lasserade (32199)              | 66. Laveraët (32205)                 | 67. Lelin-Lapujolle (32209)      | 68. Loubersan (32215)              |
| 69. Lourties-Monbrun (32216)       | 70. Louslitges (32217)               | 71. Loussous-Débat (32218)       | 72. Lupiac (32219)                 |
| 73. Malabat (32225)                | 74. Manas-Bastanous (32226)          | 75. Manent-Montané (32228)       | 76. Marciac (32233)                |
| 77. Margouët-Meymes (32235)        | 78. Marseillan (32238)               | 79. Mascaras (32240)             | 80. Masseube (32242)               |
| 81. Maulichères (32244)            | 82. Maumusson-Laguian (32245)        | 83. Miramont-d'Astarac (32254)   | 84. Mirande (32256)                |
| 85. Miélan (32252)                 | 86. Monbardon (32260)                | 87. Moncassin (32263)            | 88. Monclar-sur-Losse (32265)      |
| 89. Monlaur-Bernet (32272)         | 90. Monlezun (32273)                 | 91. Monpardiac (32275)           | 92. Mont-d'Astarac (32280)         |
| 93. Mont-de-Marrast (32281)        | 94. Montaut (32278)                  | 95. Montesquiou (32285)          | 96. Monties (32287)                |
| 97. Montégut-Arros (32283)         | 98. Mouchès (32293)                  | 99. Pallanne (32303)             | 100. Panassac (32304)              |
| 101. Peyrusse-Grande (32315)       | 102. Peyrusse-Vieille (32317)        | 103. Plaisance (32319)           | 104. Ponsampère (32323)            |
| 105. Ponsan-Soubiran (32324)       | 106. Pouydraguin (32325)             | 107. Pouylebon (32326)           | 108. Projan (32333)                |
| 109. Préchac-sur-Adour (32330)     | 110. Ricourt (32342)                 | 111. Riscle (32344)              | 112. Sabazan (32354)               |
| 113. Sadeillan (32355)             | 114. Saint-Arroman (32361)           | 115. Saint-Aunix-Lengros (32362) | 116. Saint-Blancard (32365)        |
| 117. Saint-Christaud (32367)       | 118. Saint-Germé (32378)             | 119. Saint-Justin (32383)        | 120. Saint-Martin (32389)          |
| 121. Saint-Maur (32393)            | 122. Saint-Michel (32397)            | 123. Saint-Mont (32398)          | 124. Saint-Médard (32394)          |
| 125. Saint-Ost (32401)             | 126. Saint-Pierre-d'Aubézies (32403) | 127. Saint-Élix-Theux (32375)    | 128. Sainte-Aurence-Cazaux (32363) |
| 129. Sainte-Dode (32373)           | 130. Samaran (32409)                 | 131. Sarcos (32413)              | 132. Sarragachies (32414)          |
| 133. Sarraguzan (32415)            | 134. Sauviac (32419)                 | 135. Scieurac-et-Flourès (32422) | 136. Sembouès (32427)              |
| 137. Sère (32430)                  | 138. Ségos (32424)                   | 139. Tarsac (32439)              | 140. Tasque (32440)                |
| 141. Termes-d'Armagnac (32443)     | 142. Tieste-Uragnoux (32445)         | 143. Tillac (32446)              | 144. Tourdun (32450)               |
| 145. Troncens (32455)              | 146. Vergoignan (32460)              | 147. Verlus (32461)              | 148. Viella (32463)                |
| 149. Villecomtal-sur-Arros (32464) | 150. Viozan (32466)                  |                                  |                                    |